# Arnold Joost van Keppel
Pour les articles homonymes, voir Keppel.
Arnold Joost van Keppel (1670 – 1718), premier comte d'Albemarle, est un militaire, colonel de régiment anglais, puis général de cavalerie hollandais.

## Biographie

### Origines
Arnold Joost van Keppel est né le 28 janvier 1670 dans une propriété familiale non loin de Zutphen, en Gueldre. Il est le second fils d'Oswald van Keppel et Anna Geertruid van Lintelo. C'est un gentilhomme hollandais, héritier d'une branche cadette d'une famille noble et ancienne de Gueldre, issue de Walter van Keppel, vivant en 1179.

### Carrière
C'est très jeune que Keppel entre au service de celui qui n'est encore que le stathouder Guillaume III d'Orange-Nassau. Il parvient à atteindre célébrité et richesse en devenant le bras droit de ce dernier. Dès 1685, alors qu'il n'est encore qu'un adolescent, il obtient la charge de page d'honneur,. Selon certaines sources, il était déjà l'amant de Guillaume III à l'âge de seize ans. Keppel accompagne naturellement Guillaume III en Angleterre lors de la Glorieuse Révolution en 1688.
Plusieurs contemporains affirment que sa liaison avec Guillaume III n'a commencé que plus tard, peut-être après un accident de chasse,. Devenu roi d'Angleterre, Guillaume III comble d'honneurs Keppel. Il sert ainsi de secrétaire officieux au roi pour les questions hollandaises. Les contemporains soupçonnaient une relation homosexuelle. Les commentaires sur leur relation s'intensifièrent en 1692, quand le roi commença à lui octroyer des terres. En 1695, il devint valet de chambre du roi. En 1696, il a été créé vicomte de Bury dans le Lancashire, et baron d'Ashford, dans le Kent. Le 10 février 1697, le roi le fait comte d'Albemarle.
Albermale a servi à la fois dans les armées anglaises et hollandaises, il obtient le grade de major-général en 1697, il fut colonel de plusieurs régiments et gouverneur de Bois-le-Duc. En 1699, il reçoit le commandement du régiment des Life Guards. En 1700, Guillaume III lui donne de vastes terres en Irlande, mais le parlement oblige le roi à annuler cette généreuse donation. Pour compenser, le roi lui accorde 50 000 livres. La même année, il fut créé chevalier de la Jarretière.
Beau et attachant, il rivalisait de jalousies avec Portland pour susciter la faveur royale. Il avait la confiance de Guillaume III, et l'accompagnait partout. En février 1702, le roi, déjà très malade, l'envoie aux Pays-Bas pour organiser la campagne à venir. Il revient juste à temps pour recevoir dernières instructions du roi sur son lit de mort, il se voit confier des documents privés du roi.
Après la mort de Guillaume III, qui lui a légué 200 000 florins et la seigneurie de Brevost, Albemarle retourne aux Pays-Bas, et prend sa place parmi les états généraux en tant que noble. Il devient général de cavalerie dans l'armée hollandaise et rejoint les forces des alliés en 1703 pour combattre la France de Louis XIV lors de la guerre de Succession d'Espagne. Il est présent aux batailles de Ramillies en 1706, et Audenarde en 1708, et s'est distingué au siège de Lille. Il a commandé le siège d'Aire en 1710 et a conduit la deuxième ligne de Marlborough en 1711. Général des forces hollandaises en 1712, il est défait à Denain et fait prisonnier. Après sa captivité, il rentre aux Pays-Bas et meurt à La Haye le 30 mai 1718, à l'âge de quarante-huit ans.

### Mariage et descendance
Il a épousé Johanna Geertruid Quirina, fille d'Adam van der Duyn, dont il eut :
- William Keppel, 2e comte d’Albemarle (1702 – 1754), qui lui a succédé en tant que deuxième comte d'Albemarle. Il a épousé Lady Lennox, une petite-fille de Charles II d'Angleterre ;
- Sophie (1716 – 1773), qui a épousé le général John Thomas.